# パプアキンイロクワガタ
パプアキンイロクワガタ（パプア金色鍬形、学名：Lamprima adolphinae）は、昆虫綱甲虫目クワガタムシ科キンイロクワガタ属に分類されるクワガタ。

## 分布
- パプアニューギニア
- ニューギニア島（インドネシア）

## 形態
体長雄21．0mmー54．0mm体には雄雌共に金属光沢があり、いくつかの遺伝とは関係ない色彩変異がある。オスは黄緑色、青緑色、銅色の三種類が普通だが、稀に黒など他の色の個体も見られる。メスには緑、青、金色、赤、紫などオスより多くのカラーバリエーションがあり、またオスよりも光沢が強い。オスの大顎は上へと反り返り、内側にノコギリ上の細かい内歯がある。

## その他のLamprima族
- アウラタキンイロクワガタ（キンイロクワガタ） L. aurata
- ミカルドキンイロクワガタ L. micardi
- ラトレイユキンイロクワガタ L. latreillei

## 生態

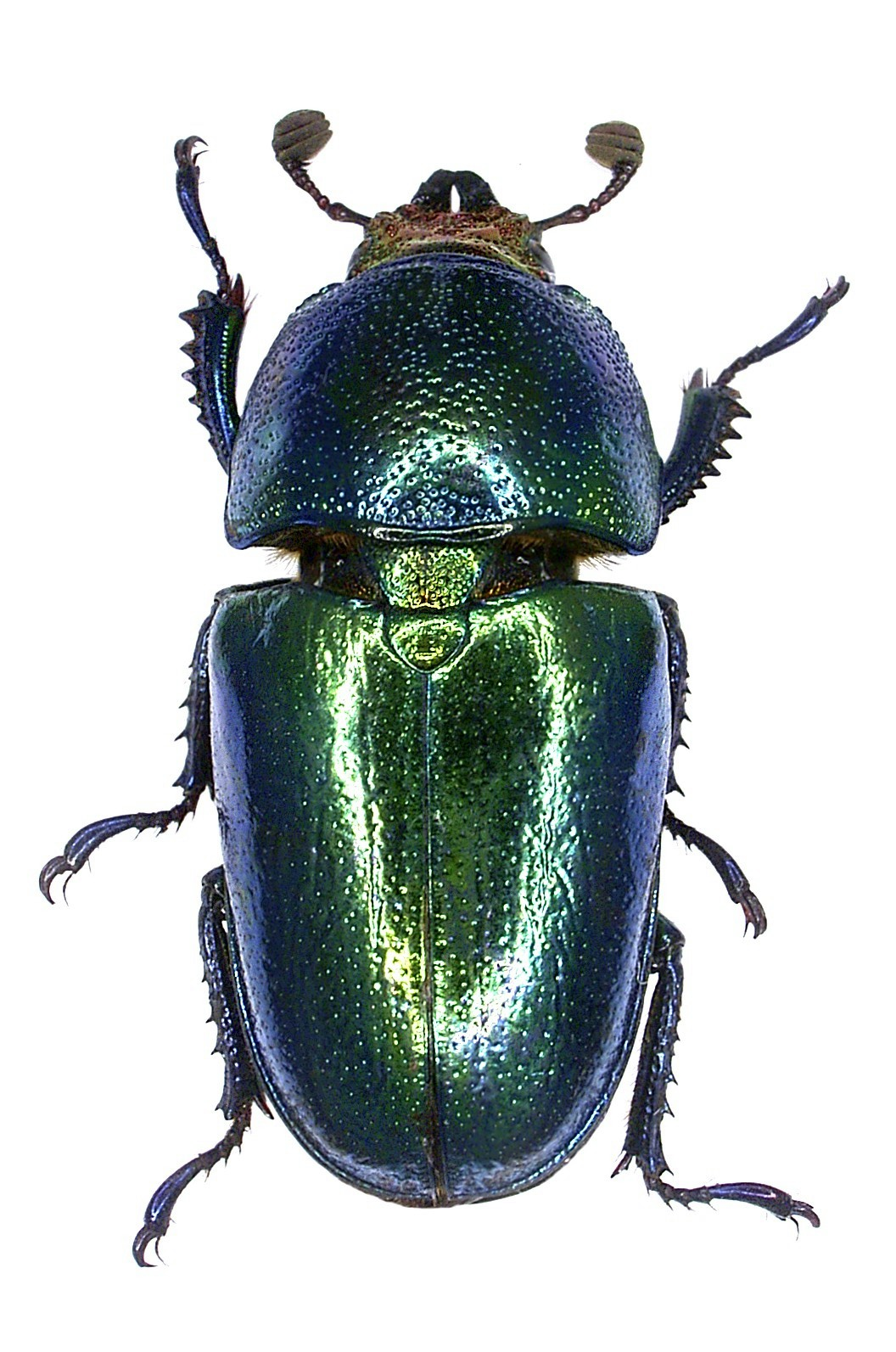
メス

一般に知られるクワガタの生態とは違い、草にのぼって生活し、その汁を吸って生活している。前脚におの状の突起があり、これをのこぎりのように使って草の茎を切断し、切り口から出る液体を飲む。メスはこの作業が出来ず、汁が出ている場所（オスがいる場所）へと飛来する。

## 人間との関係
パプアキンイロクワガタはよく出回るが他種の流通量は少ない。安価でまた繁殖も簡単であるが色が多彩なため上級者から初心者まで広く人気がある。
又、原産地ではおやつとして足と羽を取り除いて腹部を食べる。なお本種は植物の茎を前脚のおの状の突起を使って切断するため、日本に侵入すると害虫になる可能性があるので当たり前ではあるが野外に放すべきではない。